# Луговой (Ростовская область)
Луговой — хутор в Тацинском районе Ростовской области.
Входит в состав Ковылкинского сельского поселения.
Население 291 человек.

## География
Граничит на юго-западе с СПК «Рассвет», на юго-востоке с землями бывшего СПК «Степное», на северо-востоке с СПК «Луч» Верхне-Обливского сельского поселения.

### Улицы
- ул. Мира,
- ул. Молодёжная,
- ул. Учительская.

## История
Образован в 1905 году.
В 1932 году входил в состав Коминтерновского сельсовета.

## Население
| 2010 |
| ---- |
| 312  |

## Инфраструктура
Личное подсобное хозяйство с зоной сельскохозяйственного использования, индивидуальная застройка усадебного типа.
Основа экономики — сельское хозяйство.
Действует Луговская основная общеобразовательная школа. ФАП.

## Транспорт
Расположен в 7 км от автотрассы Волгоград- Ростов (европейский маршрут E40).